# Федеріко Пеллегріно
Федеріко Пеллегріно (італ. Federico Pellegrino) — італійський лижник, що спеціалізується в основному в спринті, олімпійський медаліст, чемпіон світу, призер чемпіонатів світу.
Срібну олімпійську медаль Пеллегріно здобув на Пхьончханській олімпіаді 2018 року індивідуальному спринті класичним стилем.
Чемпіоном світу Пеллегріно став на чемпіонаті 2017 року, що проходив у фінському Лагті, вигравши індивідуальний спринт.

## Виступи на Олімпійських іграх
- 2 медалі - (2 срібні)

| Рік  | Вік | 15 км | Скіатлон 30 км | 50 км мас-старт | Спринт | Естафета 4 × 5 км | Командний спринт |
| ---- | --- | ----- | -------------- | --------------- | ------ | ----------------- | ---------------- |
| 2014 | 23  | —     | —              | —               | 11     | —                 | 10               |
| 2018 | 27  | —     | —              | —               | Срібло | 7                 | 5                |
| 2022 | 31  | —     | —              | —               | Срібло | —                 | —                |

## Виступи на чемпіонатах світу
- 5 медалей – (1 золота, 2 срібних, 2 бронзових)

| Рік  | Вік | 15 км | Скіатлон 30 км | 50 км мас-старт | Спринт | Естафета 4 × 5 км | Командний спринт |
| ---- | --- | ----- | -------------- | --------------- | ------ | ----------------- | ---------------- |
| 2011 | 20  | —     | —              | —               | 12     | —                 | —                |
| 2013 | 22  | —     | —              | —               | 12     | —                 | 5                |
| 2015 | 24  | —     | —              | —               | 5      | 6                 | Бронза           |
| 2017 | 26  | —     | —              | —               | Золото | 8                 | Срібло           |
| 2019 | 28  | —     | —              | —               | Срібло | 10                | Бронза           |
| 2021 | 30  | —     | —              | —               | 11     | —                 | 5                |

## Виноски
1. ↑  Men's sprint results